# L'aventure est au bout de la route
Pour les articles homonymes, voir Movin' On.
L'aventure est au bout de la route (Movin' On) est une série télévisée américaine en 46 épisodes de 45 minutes, créée par Philip D'Antoni et Barry J. Weitz, diffusée entre le 8 mai 1974 et le 2 mars 1976 sur le réseau NBC.
En France, la série a été diffusée à partir du 29 septembre 1976 sur Antenne 2 et rediffusée en 1980.

## Synopsis
Cette série met en scène les aventures de deux routiers qui sillonnent les routes des États-Unis.

## Distribution
- Claude Akins (VF : Jacques Dynam) : Sonny Pruitt
- Frank Converse (VF : Philippe Ogouz) : Will Chandler

## Épisodes

### Pilote (1974)
1. Titre français inconnu (In Tandem)

### Première saison (1974-1975)
1. Titre français inconnu (The Time of His Life)
2. Titre français inconnu (Roadblock)
3. Titre français inconnu (Grit)
4. Titre français inconnu (Lifeline)
5. Titre français inconnu (The Trick Is to Stay Alive)
6. Titre français inconnu (Cowhands)
7. Titre français inconnu (The Good Life)
8. Titre français inconnu (Games)
9. Titre français inconnu (Hoots)
10. Titre français inconnu (Good for Laughs)
11. Titre français inconnu (High Rollers)
12. Titre français inconnu (Goin' Home [1/2])
13. Titre français inconnu (Goin' Home [2/2])
14. Titre français inconnu (Antiques)
15. Titre français inconnu (Explosion)
16. Titre français inconnu (Landslide)
17. Titre français inconnu (Ann's Party)
18. Titre français inconnu (Fraud)
19. Titre français inconnu (Ammo)
20. Titre français inconnu (Tattoos)
21. Titre français inconnu (Ransom)
22. Titre français inconnu (The Price of Loving)
23. Titre français inconnu (Wedding Bells)

### Deuxième saison (1975-1976)
1. Titre français inconnu (The Stowaway)
2. Titre français inconnu (From Baltimore to Eternity)
3. Titre français inconnu (The Toughest Man in America)
4. Titre français inconnu (The Elephant Story)
5. Titre français inconnu (Home Is Not a House)
6. Titre français inconnu (...To Be in Carolina)
7. Titre français inconnu (Will the Last Trucker Leaving Charlotte Turn Out the Lights?)
8. Titre français inconnu (General Delivery Raleigh)
9. Titre français inconnu (The Big Wheel)
10. Titre français inconnu (Prosperity Number One)
11. Titre français inconnu (Please Don't Talk to the Driver)
12. Titre français inconnu (The Long Haul)
13. Titre français inconnu (The Long Way to Nowhere)
14. Titre français inconnu (Breakout)
15. Titre français inconnu (Love, Death and Laura Brown)
16. Titre français inconnu (The Old South Will Rise Again)
17. Titre français inconnu (Witch Hunt)
18. Titre français inconnu (The Big Switch)
19. Titre français inconnu (Woman of Steel)
20. Titre français inconnu (Living It Up)
21. Titre français inconnu (No More Sad Songs)
22. Titre français inconnu (Full Fathom Five)
23. Titre français inconnu (Sing It Again, Sonny)

## Commentaires
Le 8 mai 1974, le téléfilm In Tandem a été programmé sur NBC. Cette fiction a servi de pilote à la série, qui a ensuite été produite pour la rentrée suivante.